# ГЕС Luósīwān
ГЕС Luósīwān (螺丝湾水电站) — гідроелектростанція на півдні Китаю у провінції Юньнань. Знаходячись після ГЕС Chōngjiānghé, наразі становить нижній ступінь каскаду на річці Shuòduōgǎng, лівій притоці Дзинша (верхня течія Янцзи).
В межах проекту річку перекрили бетонною гравітаційною греблею висотою 26 метрів, яка утримує невелике водосховище з об'ємом 880 тис. м3 і корисним об'ємом 687 тис. м3. Тут припустиме коливання рівня поверхні у операційному режимі між позначками 2250 та 2260 метрів НРМ (під час повені до 2242 метра НРМ).
Зі сховища ресурс подається по дериваційному тунелю до розташованого за 4,5 км машинного залу. Основне обладнання станції становлять три турбіни типу Френсіс потужністю по 20 МВт, які використовують напір у 157 метрів та забезпечують виробництво 289 млн кВт-год електроенергії на рік.